# Ghorband (huyện)
Ghorband là một huyện thuộc tỉnh Parvan, Afghanistan. Dân số thời điểm năm 1999 là 87,294 người.